# Manchester United Football Club 1976-1977
Questa voce raccoglie le informazioni riguardanti il Manchester United Football Club nelle competizioni ufficiali della stagione 1976-1977.

## Stagione
Nella stagione 1976-77 il Manchester United non confermò le prestazioni offerte in campionato nella stagione precedente (si classificò in sesta posizione perdendo con una giornata di anticipo la corsa per la qualificazione in Coppa UEFA). In FA Cup i Red Devils raggiunsero per il secondo anno la finale, incontrando un Liverpool in corsa per il treble: risolvendo la partita in cinque minuti la squadra portò in bacheca il suo primo titolo a distanza di dieci anni dall'ultimo trofeo vinto.

## Maglie e sponsor
Le divise introdotte nella stagione precedente (prodotte dalla Admiral Sportswear), vengono confermate.
| Manica sinistra · Manica sinistra · Maglietta · Maglietta · Manica destra · Manica destra · Pantaloncini · Calzettoni |

## Rosa
| N. |                             | Ruolo | Calciatore      |
| -- | --------------------------- | ----- | --------------- |
| -  | Inghilterra (bandiera)      | P     | Alex Stepney    |
| -  | Irlanda (bandiera)          | P     | Paddy Roche     |
| -  | Scozia (bandiera)           | D     | Martin Buchan   |
| -  | Scozia (bandiera)           | D     | Stewart Houston |
| -  | Scozia (bandiera)           | D     | Alex Forsyth    |
| -  | Scozia (bandiera)           | D     | Arthur Albiston |
| -  | Irlanda del Nord (bandiera) | D     | Jimmy Nicholl   |
| -  | Inghilterra (bandiera)      | D     | Colin Waldron   |
| -  | Galles (bandiera)           | C     | Jonathan Clark  |
| -  | Irlanda del Nord (bandiera) | C     | Tommy Jackson   |
| -  | Inghilterra (bandiera)      | C     | Gordon Hill     |

| N. |                             | Ruolo | Calciatore      |
| -- | --------------------------- | ----- | --------------- |
| -  | Irlanda del Nord (bandiera) | C     | David McCreery  |
| -  | Scozia (bandiera)           | C     | Lou Macari      |
| -  | Inghilterra (bandiera)      | C     | Brian Greenhoff |
| -  | Irlanda (bandiera)          | C     | Gerry Daly      |
| -  | Inghilterra (bandiera)      | C     | Steve Coppell   |
| -  | Irlanda del Nord (bandiera) | C     | Sammy McIlroy   |
| -  | Inghilterra (bandiera)      | A     | Stuart Pearson  |
| -  | Inghilterra (bandiera)      | A     | Alan Foggon     |
| -  | Inghilterra (bandiera)      | A     | Jimmy Greenhoff |
| -  | Irlanda del Nord (bandiera) | A     | Chris McGrath   |
| -  | Scozia (bandiera)           | A     | Steve Paterson  |

## Statistiche

### Statistiche di squadra
| Competizione   | Punti | Totale | Totale | Totale | Totale | Totale | Totale | DR  |
| Competizione   | Punti | G      | V      | N      | P      | Gf     | Gs     | DR  |
| -------------- | ----- | ------ | ------ | ------ | ------ | ------ | ------ | --- |
| First Division | 47    | 42     | 18     | 11     | 13     | 71     | 62     | +9  |
| FA Cup         | -     | 7      | 6      | 1      | 0      | 12     | 6      | +6  |
| Totale         |       | 49     | 28     | 11     | 10     | 81     | 49     | +32 |